# 생존권

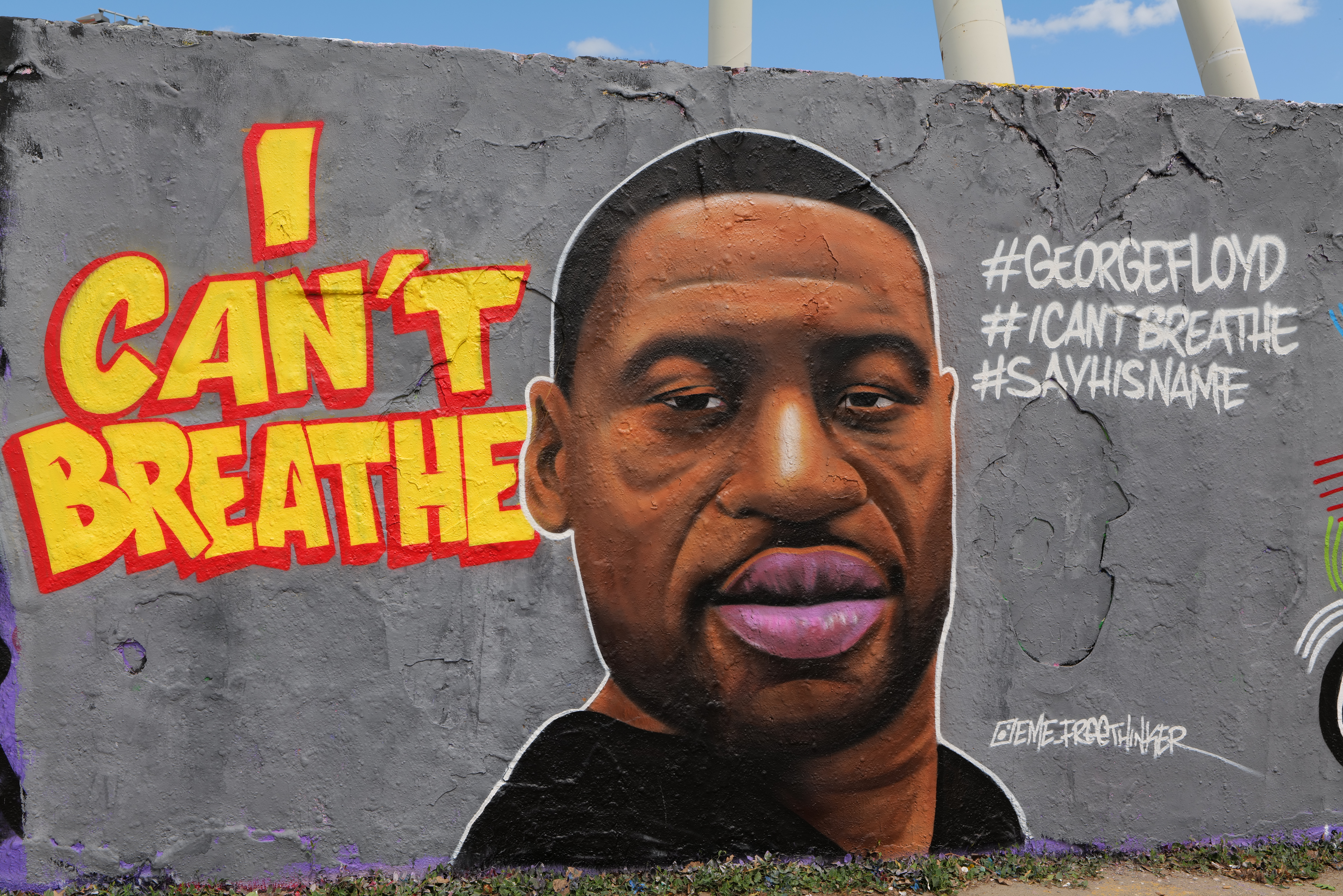

생존권(生存權)이란 생존, 즉 의식주(집 주,살 주 먹을 식 옷 의)처럼 생활에 필요한 모든 조건을 확보(넓임)하기 위하여 이를 요구(원하는 것)·쟁취하는 권리를 말한다.

## 생존권의 역사적인 배경지식
인간의 가장 원시적인 본능의 하나가 자기보존이며, 따라서 모든 인간은 바로 이런 권리를 국가권력에 의해서 침해당하지 못한다는 사상이 근대 부르주아 혁명기에 싹트기 시작했다. 그러나 1789년의 프랑스 혁명으로 대표되는 근대 부르주아 혁명사상은 어디까지나 그 쟁취 목표를 정치적 권리인 자유권적 기본권에 두었다. 그 결과 정치적 자유의 쟁취에 너무 주력한 나머지 곧 그 허상을 깨닫게 되었다. 즉 자유의 과포화상태 속에서도 정작 자유를 누릴 수 없는 시민들이 늘어나고 있다는 사실이 공공연히 드러났다.
예를 들면 주거의 이전, 신체, 학문의 자유가 엄연히 보장되어 있어도 가난 때문에 이를 실현할 수 없는 시민들이 허다하며, 심지어는 원시적인 생활조차 위협받는 사태가 늘어나게 되었다. 여기서 시민들은 자신의 생존권을 위한 투쟁이 국가권력으로부터 위협 받는 것을 배격하는 소극적인 자세에서 한걸음 더 나아가 국가가 모든 국민에게 최소한의 생존권은 보장해 주어야 한다는 적극적인 태도를 취하게 되었으며, 이것이 인간의 기본권 가운데서 가장 중요한 현대적 생존권의 개념을 확립시키게 되었다.

## 근대적 생존권 이념(近代的生存權理念)의 성립
고전적인 인간의 기본권인 자유를 위한 투쟁기였던 18세기의 프랑스 혁명 당시에도 이미 지롱드 당의 헌법 초안에는 공적(公的)인 구제는 '신성한 부채(負債)'라는 말을 써서 현대적인 생존권의 의미를 부여하고 있다. 이같은 '사회적'인 개념은 1848년 프랑스 2월혁명 이후의 헌법에도 나타났으나, '생존권'에 대한 보다 근원적인 개념 규정과 국가권력의 임무에 대한 확정은 제1차대전 이후에 성립되었다.
혁명 후 러시아가 1918년에 발표한 '근로 피착취 인민의 권리선언'은 생존권을 사회권(社會權)으로 전환시킨 한 계기가 되었으며, 그 이듬해의 '바이마르 헌법'은 제5장 제151조 1항에서 생존권에 대하여 이렇게 명시했다.
경제생활의 질서는 모든 자에게 인간으로서의 가치있는 생활을 보장할 목적을 갖는 정의의 원칙에 적합하지 않으면 안된다. 이 한계내에서 개인의 경제적 자유는 확보되어야 한다.

이어 제2항에서는
법률상의 강제는 위협당한 권리의 실현을 위하거나 또는 공공(公共)복지의 중대한 요구에 부응하기 위해서만 허용된다.

고 하여 생존권에 대한 모든 위협의 배격을 명시했다.
이후 자본주의 사회에서는 흔히 말하는 찰스 다윈의 '생존경쟁 속에서의 자연도태설(陶汰說)'에 의하여 희생된 낙오계층을 자유경쟁의 소산이라고 외면하던 정책을 구제정책으로 전환시키게 되었다. 특히 자본주의 세계에서의 생존권이 기본권으로 강화되기 시작한 것은 제2차대전 이후의 일로서, 프랑스의 경우는 1946년 제4공화국 헌법 전문에서 다음과 같이 규정하고 있다.
모든 사람은 근로의 의무와 취업의 권리를 갖는다. 누구도 그의 근로나 직무에 있어서 출생과 의사와 신념을 이유로 손해를 입을 수 없다. 모든 사람은 노동조합 활동으로 그 권리와 이익을 옹호할 수 있으며 그가 선택하는 노동조합에 가입할 수 있다. (중략) 국가는 개인과 가족에 대하여 그 발전에 필요한 조건을 확보한다. 국가는 모든 사람, 특히 아동과 어머니 그리고 노령의 근로자에 대하여 건강의 보호, 물질적 안정, 휴식 그리고 여가를 보장한다. 그의 연령, 신체적 정신적 상태, 경제 상황 등의 이유로 노동불능의 상태에 있는 자는 누구나 공동체로부터 적당한 생활수단을 취득할 권리를 갖는다. (중략) 아동과 청년이 교육, 직업훈련 그리고 교양을 균등히 받을 수 있는 것을 보장하며, 이런 것은 무상(無償)으로 이루어져야 한다.

## 생존권과 국가권력(國家權力)의 관계
20세기에 접어들어서도 제2차대전 이후에 본궤도에 오른 생존권은 인간의 기본권인 자유·평등·박애의 사상과는 상반되는 독특한 성격을 지니고 있다. 즉 18세기 부르주아 혁명기에 대두된 자유·우애의 사상은 인간의 정치적 기본권인 데 비하여 생존권은 경제적 기본권이며, 정치적 자유의 기본권은 원래가 국가권력의 간섭을 배제하는 것을 원칙으로 삼고 있으나 경제적 생존권은 국가권력의 개입을 기본으로 하고 있다는 점에서 그 성격을 달리한다. 그러나 정치적 자유권이 봉건시대 때 유린당한 개인의 기본권을 찾기 위한 시민적 저항으로 이룩되었듯이 경제적 생존권도 근대 산업사회 속에서 개인의 짓밟힌 생활권을 쟁취하기 위한 대중적 요구로 이루어진 것이기에 둘 다 당대의 권력체제에 대한 항거로 성취된 점에서는 일치한다. 생존권이 국가권력의 개입을 원칙으로 한다는 사실은 그렇다고 이를 위하여 개인적인 정치적 기본권(자유·박애 등)을 희생시켜도 좋다는 것은 아니다. 오히려 정치적 기본권을 전면 구사하면서 여기에다 생존권까지도 확보시켜 주는 것을 현대 복지국가의 이상으로 삼는다. 그러나 정치권과 경제권을 동시에 성취시킨 국가보다는 아직도 지구상에는 많은 나라들이 어느 한 쪽의 기본권을 희생시키고 있는 예가 많다. 즉 사회주의 세계에서는 경제적 기본권만 지나치게 중시한 나머지 정치적 자유권이 희생당하고 있는 경우가 많으며, 그 반대로 후진국에서는 정치적 자유권을 누리는 대신 생존권이 위협받고 있는 나라도 적지 않다. 다른 한편 정치적 자유권과 경제적 생존권이 둘 다 위협받고 있는 나라들도 있어 현대 국제사회에서의 생존권 문제는 범세계적인 쟁점으로 부각되고 있다. 국가권력이 생존권에 개입하는 정도의 한계에 다라 사회주의와 자본주의의 국가 체제에서는 그 수정주의사상이 나오게 되었는데 현대 서구제국에서는 철저한 사회보장제도로써 생존권 문제를 해결하려는 방법을 취하고 있다.

## 생존비설(生存費說)
경제학에서 말하는 임금학설(賃金學說)의 하나. 일찍이 중농주의 학파와 애덤 스미스 등에 의하여 그 이론의 싹이 생겨났는데 리카도에 이르러 뚜렷하게 정식화(定式化)되었다. 리카도는 자연임금은 노동자의 생존비 수준에 의하여 결정된다고 하면서 그 생존비에서 가족을 부양하는 데 필요한 식료품과 생활필수품을 비롯한 최소한도의 관습적인 오락품 등을 포함시켰다. 리카도는 생존비에 의한 임금 결정설에 이어 시장임금, 즉 노동자의 수급에 의하여 결정되는 실제임금이 일시적으로는 자연임금(생존비)과 격차가 생길 수도 있으나 결국은 맬서스의 인구법칙에 의하여 생존비 수준으로 낙착되고 만다고 주장했다. D.리카도의 이와 같은 노동자 임금의 생존비설은 라살(Lassalle, Ferdinand, 1825-1864：독일의 사회사상가)에 의해서 '임금철칙(賃金鐵則)'이라고 이름지어져 노동운동의 이론적인 근거가 되었다. 이 문제와 관련해서 일부에서는 마르크스의 임금론을 생존비설로 평가하는 경향이 있으나 이것은 노동자의 계급의식의 중시와 시장임금의 일반적 운동이 자본주의적 축적의 본질로부터 생겨나는 산업예비군의 증감에 의하여 규제된다는 주장으로 풀이되기에 각도가 다른 것임을 알 수 있다. 생존비설은 생산력이 낮았던 시대에는 타당성이 인정되었으나 고도의 생산력을 과시하는 후기 자본주의시대에 와서는 적용되지 않는다는 주장이 강하다.

## 노동자(勞動者)와 생존권
생존권문제가 가장 절실한 계층은 역시 노동자들로 현대적인 산업자본주의의 성장 속에서도 빈곤으로 인한 생존권의 위협은 세계 도처에 만연해 있다. 더욱이 생산의 대량화에도 불구하고 기본적인 생계비가 자꾸 상승하기 때문에 노동자들의 생존권에 대한 위협은 좀처럼 근본적으로 해결되지 않고 있다. 특히 개발도상국가에서는 해외 수출을 위한 국내 노동자들의 생활수준의 억제정책으로 생존권은 더욱 위험한 수준으로 떨어지며, 여기에다 외국인 투자 기업체에 의한 간접적인 임금 억제책까지 겹쳐 다수의 노동자들이 빈민화되는 예도 있다. 1980년대 이후 세계는 이와 같은 일부 후진·개발도상국에서의 빈곤화 현상을 선진국의 공동책임으로 보면서 이를 국제협력으로 해결하고자 하나 아직도 많은 난관에 봉착하고 있다.

## 주요 인권 선언에 나타난 생존권 규정

### 세계인권선언(世界人權宣言)
1948년 12월 10일 유엔에 의하여 결의, 채택된 '세계 인권선언'에서는 제22-25조에 걸쳐서 모든 인간의 생존권 보장과 그 청구권리를 기본적으로 규정하고 있다. 즉 22조에서는
사람은 누구를 막론하고 사회보장의 권리를 가지며 국가적 노력과 국제적 협조를 통하여 또는 각 국가의 기구와 자원이 허하는 범위내에서 그 존엄성과 인격의 자유로운 발달에 불가결한 경제적 사회적 또는 문화적 제 권리를 행사할 자격을 가진다.

고 했다. 여기서 인류 생존권의 문제가 한 국가만이 아닌 범세계적인 과제임을 알 수 있으며, 생존권의 한계가 동물적인 생명 보존만이 아닌 '인간다운 생존'임을 명시하고 있다. 이어 제23조에서는 노동의 권리와 실직(失職)에 대한 보호를 받을 권리까지도 규정했으며, 나아가 사회보장과 노동조합 결성권도 첨가시키고 있다. 24조에서는 휴가와 안식의 권리를 명시했으며, 25조에서는 의료혜택과 질병, 노인·유아의 생존권을 규정하고 있다.

### 국제노동기구(國際勞動機構) 선언
미국 필라델피아에서 1944년 개최된 국제노동기구 회의는 인간의 생존권 문제에 대해 이렇게 규정짓고 있다.
모든 인간은 인종, 종교상의 신조, 또는 성에 관련없이, 자유와 존엄, 경제적 안정 그리고 균등한 기회로 그들의 물질적 행복과 정신적 발전을 추구할 권리를 가진다.

이 목표 달성을 위하여 본선언은 국내외적인 노동자들의 투쟁권을 인정하면서 한 국가내에서의 생존권의 위협은 그 국가만이 아닌 국제적인 문제로 이해·시정돼야 한다고 했다.

### 기아해방운동 인권선언(飢餓解放運動人權宣言)
1963년 3월 국제식량농업기구(FAO) 특별회의에서 채택된 이 선언은 노벨 상 수상자를 비롯한 세계적인 저명인사 29명이 서명한 특이한 형식을 취하고 있다. "인류의 반수 이상이 영양부족이거나 영양실조가 되어 있다"라는 말로 서두가 시작되는 이 선언문은 주로 현대세계가 당면하고 있는 빈곤과 기아의 죄악상을 고발하면서 그 원인이 강대국들의 군비 경쟁에 있다고 비판한다.
우리가 20세기의 오늘날 세상에 태어나는 아이들의 3분의 1이 정상적인 생활을 영위할 가망이 없이 탄생한다는 것을 생각할 때 오늘날의 문명은 지구상의 인간들을 제대로 먹여 살리지 못하고 있다.

는 결론을 내리면서 자본주의나 사회주의라는 이념에 관계없이 기아야말로 가장 큰 인류공동의 적으로서 기아해방운동의 적극적인 정책을 실시할 것을 촉구했다.

## 같이 보기
- 낙태법
- 생명윤리학
- 인간과 시민의 권리선언
- 의무론
- 삶, 자유 그리고 행복의 추구
- 살 가치가 없는 생명
- 저작 인격권
- 인간성
- 삶의 질
- 권리
- 죽을 권리
- 종차별주의
- 테리 샤이보